# Pianura costiera dell'Atlantico

Mappa della pianura costiera dell'Atlantico

La Pianura costiera dell'Atlantico (inglese: Atlantic coastal plain) è una regione pianeggiante costiera che corre per circa 3.500 km lungo le coste dell'Oceano Atlantico (compreso il Golfo del Messico) dal New Jersey a nord, attraverso il sud-est degli Stati Uniti, fino a raggiungere in Messico la penisola dello Yucatán. La pianura costiera non supera i 200 metri sul livello del mare nei punti più elevati, e penetra dalla costa per 50–100 km verso l'entroterra. La sezione compresa tra la Florida e la penisola dello Yucatán è comunemente indicata separatamente come la pianura costiera del Golfo. 
Nel territorio degli Stati Uniti il confine occidentale della pianura costiera è definito dall'altopiano del Piedmont e quindi i Monti Appalachi. Il confine orientale è la costa atlantica occidentale.
Gli stati USA attraversati da questa regione sono:
- New Jersey
- Pennsylvania
- Delaware
- Maryland
- Virginia
- Carolina del Nord
- Carolina del Sud
- Georgia
- Alabama
- Florida